# Fred Salle
Frédéric Ebong-Salle est un athlète, spécialiste du saut en hauteur et du saut en longueur, né le 10 septembre 1964. Il a représenté le Cameroun puis la Grande-Bretagne.

## Biographie
Fred Salle remporte la médaille d'argent aux Jeux du Commonwealth de 1986 avec un saut à 7,83m, sous les couleurs de l'Angleterre.
L'année suivante, il rejoint le Cameroun et remporte deux médailles d'or aux Jeux d'Afrique centrale, en saut en longueur et en hauteur. Il participe également aux Championnats du monde d'athlétisme 1987 où il est éliminé lors des qualifications.
Aux Championnats d'Afrique d'athlétisme 1988, il décroche l'argent au saut en longueur (7,53 m) et le bronze en hauteur (2,13 m). Il participe également aux Jeux de Séoul, mais est éliminé en qualification (7,65 m).
Il est éliminé lors des qualifications des championnats du monde en salle de 1989 (7,31 m) et 1991 (7,11 m). En 1990 il établit un record du Cameroun avec 7,88 m.
À partir de 1992, il représente à nouveau la Grande-Bretagne lors des compétitions internationales. Il participe ainsi aux championnats du monde de 1993 puis remporte l'épreuve de longueur de la Coupe du monde des nations d'athlétisme 1994 (8,10 m, record personnel).

### Palmarès sportif
| Date | Compétition                | Lieu        | Résultat | Épreuve          | Performance |
| ---- | -------------------------- | ----------- | -------- | ---------------- | ----------- |
| 1986 | Jeux du Commonwealth       | Édimbourg   | 2e       | Saut en longueur | 7,83 m      |
| 1987 | Jeux d'Afrique centrale    | Brazzaville | 1er      | Saut en hauteur  | 2,07 m      |
| 1987 | Jeux d'Afrique centrale    | Brazzaville | 1er      | Saut en longueur | 7,57 m      |
| 1988 | Championnats d'Afrique     | Annaba      | 2e       | Saut en longueur | 7,53 m      |
| 1988 | Championnats d'Afrique     | Annaba      | 3e       | Saut en hauteur  | 2,13 m      |
| 1994 | Coupe du monde des nations | Londres     | 1er      | Saut en longueur | 8,10 m      |